# Wenzel Niederwerfer
Wenzeslaus (Wenceslaus) Niederwerffer, kurz Wenzel Niederwerfer (* 1667 in Martinsdorf bei Leitmeritz in Böhmen; † 22. November 1732 in Neusalza/Oberlausitz), war ein evangelisch-lutherischer Geistlicher und Theologe böhmischer Herkunft mit dem akademischen Grad eines Magisters der Philosophie und dritter Pfarrer an der Dreifaltigkeitskirche Neusalza in der kleinen gleichnamigen kursächsischen Exulantenstadt.

## Leben und Wirken
Wenzeslaus Niederwerffer erblickte 1667 als Kind protestantischer Eltern im böhmischen Martinsdorf, das nicht mehr existiert, das Licht der Welt. Seine Eltern mussten als protestantische Glaubensanhänger mit dem zweijährigen Sohn infolge der Auswirkungen der Gegenreformation, die insbesondere in Böhmen, Mähren, Ungarn und Schlesien zu spüren waren, im Jahr 1669 ihren Heimatort verlassen. Sie fanden als Exulanten eine neue Heimat in Kursachsen, in dessen Hauptstadt Dresden damals Kurfürst Johann Georg II. (1613–1680) als Landesherr regierte. Dort verlebte der junge Wenzel seine Kinder- und Jugendjahre und besuchte das Gymnasium. Da er, protestantisch erzogen, sich nach dem Gymnasialabschluss für eine geistliche Laufbahn berufen fühlte, erhielt er in Dresden und später an der Theologischen Fakultät der Universität Wittenberg die entsprechende kirchliche und theologische Erziehung und Ausbildung. Im Jahr 1690 verteidigte der Studiosus Niederwerffer mit 23 Jahren bei dem seinerzeit bekannten deutschen evangelischen Theologen Johann Deutschmann (1625–1706) erfolgreich seine Abschlussarbeit in Latein, die wenig später veröffentlicht wurde und erwarb den akademischen Grad eines Magisters der Philosophie, der damals etwa dem heutigen Doktor-Titel entsprach. Danach erhielt er in Wittenberg die Ordination.
Niederwerffer war wahrscheinlich mit einer Dresdner Bürgerstochter verheiratet. Mit ihr zeugte er einen Sohn, der auf den Namen Friedrich Constantin Niederwerffer getauft wurde. Er machte später als Kunstmaler von sich reden. Über den weiteren Lebensweg Niederwerffers in den Jahren von 1690 bis 1700 wurde nichts überliefert. Am 1. Mai 1701 erteilte jedenfalls das Oberkonsistorium in Dresden dem mittlerweile 33-jährigen Wenzel Niederwerfer die Vocation, als Pfarrer an der Exulantenkirche Zur Heiligen Dreifaltigkeit in Neu-Salza zu wirken und zweisprachig – deutsch und tschechisch – zu predigen. Er trat damit die Nachfolge des „böhmischen Catecheten“ und Pastors Nikolaus Künzel in Neu-Salza an, der dort von 1693 bis 1700 amtierte. Niederwerffer setzte sich dabei gegen einen anderen böhmischen Mitbewerber und „kundigen Studiosus“ namens Peschek aus Zittau durch und wurde als Pfarrer auch von der Grundherrschaft bestätigt.
Aufschlussreich ist in diesem Zusammenhang, dass Magister Niederwerffer bei seinem Amtsantritt in Neu-Salza am 30. Juli 1701 extra einen Revers, also eine Verpflichtungserklärung, beim damaligen Grund- und Gerichtsherrn sowie Kirchenpatron von Neusalza und Spremberg, Graf Ludwig Gebhard von Hoym, unterschreiben musste. Das Dokument enthielt für den Geistlichen etliche Einschränkungen für sich und sein Amt, die letztlich die Abhängigkeit des Seelsorgers von der gräflichen Herrschaft der von Hoyms unterstrichen. Der lange, umständlich formulierte und schwülstige Text überdauerte die Zeit. Magister Niederwerffer verschaffte sich mit seiner ruhigen Art als Pfarrer Achtung und Anerkennung bei der Herrschaft und der Gemeinde des grenzüberschreitenden Kirchspiels. Neben seinen geistlichen Aufgaben fand er Zeit und Muße zum Verfassen theologischer und lokalgeschichtlicher Abhandlungen, die der Nachwelt erhalten blieben. Teilweise wurden seine Schriften aber erst nach seinem Ableben aufgefunden bzw. veröffentlicht. Wenzeslaus Niederwerffer, der Amtskollege des Pfarrers und Magisters Israel Traugott Garmann der benachbarten Kirchgemeinde Spremberg, übte seine seelsorgerische Berufung „zu allgemeiner Zufriedenheit“ in der Kirchgemeinde Neusalza bis zu seinem Tod am 22. November 1732 aus.
Mit über 31 Dienstjahren war er derjenige mit der drittlängsten Amtszeit der insgesamt 17 Pastoren der Stadt Neusalza von ihrer Gründung 1670 bis zur kirchlichen Vereinigung 1937, nachdem sich die Kommunen Neusalza und Spremberg bereits 1920 zur Stadt Neusalza-Spremberg vereinigten. Sein Sohn, der Dresdner Kunstschaffende F. C. Niederwerffer, „[…] hat seinen Vater für die Kirche von Neusalza im vollen Ornat […]“ gemalt und das Ölbild mit folgender Inschrift (unten) versehen: „M. Wenceslaus Niederwerffer Pastor allhier, ist Anno 1667 in Böheimb geboren, alß Exul. in Dreßden erzogen. Anno 1701 zum Pastorat vociert. Starb selig Anno 1732 / alt 65 Jahr, 6 Mon.“ Nach dem Tod Niederwerffers übernahm die vakante Pfarrstelle an der evangelisch-lutherischen Dreifaltigkeitskirche Neusalza im August 1733 der schlesische Student der Theologie Christoph Gottlob Richter, der nun als vierter und zweisprachig predigender Pfarrer in der Stadtkommune Neusalza bis zu seinem Ableben 1753 wirkte.

## Werke

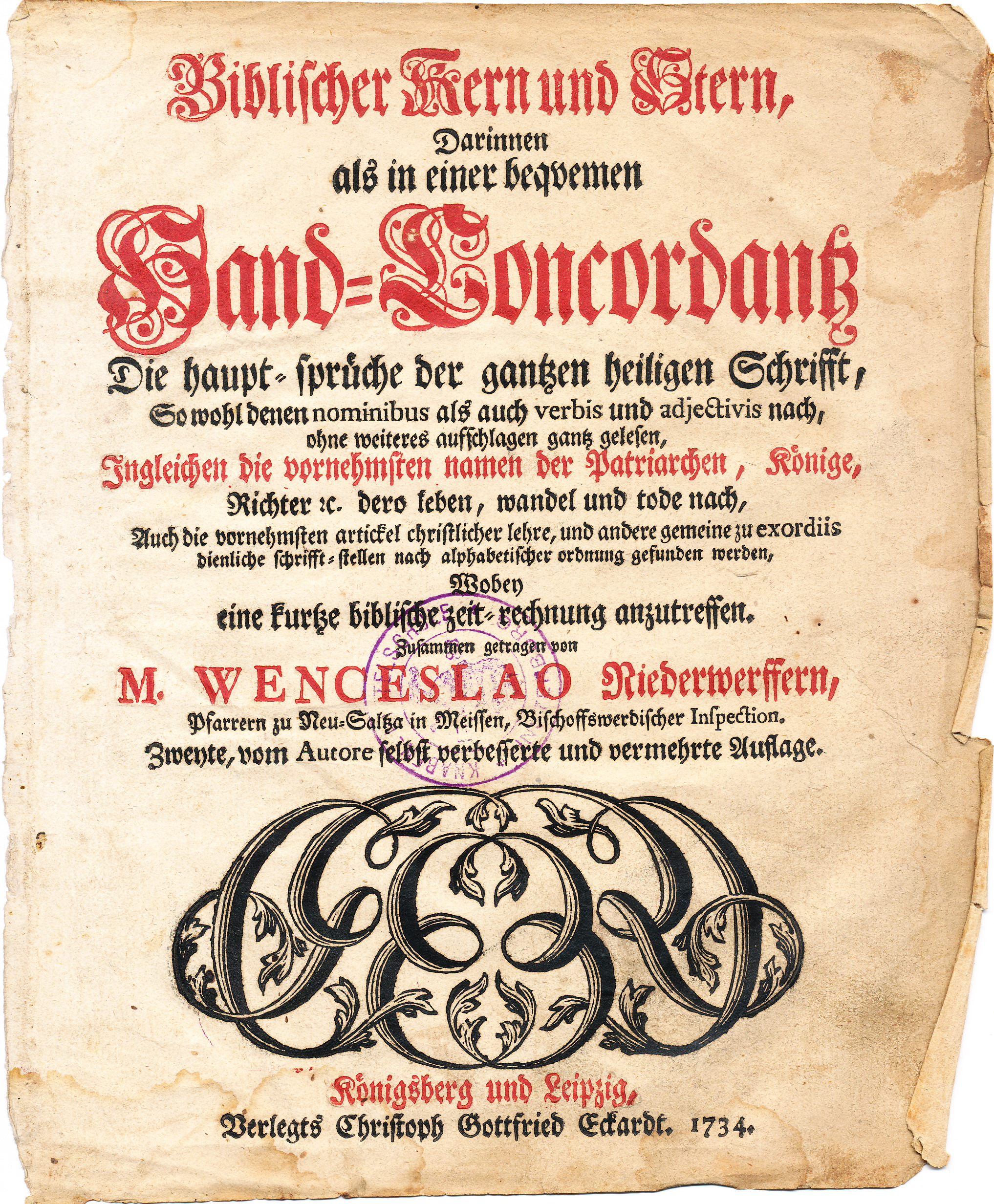
Titelblatt von Biblischer Kern und Stern, 1734

- Biblischer Kern und Stern: Darinnen als in einer bequemen Hand-Concordantz Die haupt-sprüche der gantzen heiligen Schrift so wohl denen nominibus als auch verbis und adjectivis nach, ohne weiteres aufgeschlagen gantz gelesen ingleichen die vornehmsten namen der Patriarchen, Könige, Richter [et]c. dero leben … gefunden werden Wobey eine kurtze biblische zeit-rechnung anzutreffen. Leipzig: J. C. G. Fritsch 1714, Königsberg: C. G. Eckardt 1734 (Digitalisat der SLUB Dresden).

- M. Wenceslai Niederwerfers weiland Pfarrers zu Neu-Salza in Meissen Biblische Hand-Concordanz: in welcher die Sprüche der ganzen heiligen Schrift, sowohl den Nominibus als auch Verbis und Adiectivis nach, ohne weiteres Aufschlagen ganz gelesen, ingleichen die vornehmsten verschiedenen Bedeutungen der Wörter angezeiget, und die wichtigsten Artickel der christlichen Religion aus der Theologica thetica, morali und paracleticia in kurzen Sätzen mit sehr vielen Sprüchen bewiesen werden : nebst einer Vorrede Herrn D. Johann Christian Stemmler. Königsberg/Leipzig: Johann Wilhelm Hartung 1753.